# Tubastraea micranthus
Tubastraea micranthus ist eine Steinkoralle (Scleractinia), die in den Korallenriffen des Indopazifik meist an der Außenriffkante, in sehr starker Strömung in Tiefen unter 10 bis 15 Metern, lebt. Sie wird im deutschen auch Schwarze Kelchkoralle genannt. Im Unterschied zu den meisten anderen Steinkorallen lebt sie nicht mit Zooxanthellen in Symbiose, ist also azooxanthelat. Sie ernährt sich vom Planktonfang. Die sehr gefräßigen, großen Polypen können recht große Beute überwältigen.

## Merkmale
Tubastraea micranthus bildet über einen Meter hohe, baumförmige, reich verzweigte Korallenstöcke, die immer quer zur Strömung stehen. Ihre Farbe ist für gewöhnlich braun bis schwarzbraun, die dämmerungs- und nachtaktiven Polypen sind heller gefärbt, oft fluoreszierend braungrün. Tubastraea micranthus ist die einzige tropische, azooxanthelate Steinkoralle, die riffbildend ist. Sie wächst auch zwischen langsam wachsenden zooxanthelaten Steinkorallen, hält aber eine Konkurrenz mit den schnellwachsenden Acroporen nicht aus. Tubastraea micranthus ist sehr robust und in zerstörten Riffen oft die letzte überlebende Steinkoralle.

## Aquaristik
Im Meerwasseraquarium gilt die Pflege von allen Tubastraeen als sehr schwierig. Die meisten importierten Kolonien verhungern nach kurzer Zeit, da sie keine Chance haben, in einem mit Fischen besetzten Aquarium an Futter zu gelangen. Tubastraea micranthus wird  kaum importiert.